# Nenad Dedić
Nenad Dedić (* 2. února 1990) je chorvatský fotbalový obránce, momentálně hrající za německý klub SV Neresheim.